# Olé, Olé
 (хебр. עולה, עולה) песма је на хебрејском језику која је у извођењу Изара Коена представљала Израел на Песми Евровизије 1985. у Гетеборгу. Било је то једанаесто по реду учешће Израела на том такмичењу, те повратнички наступ Изара Коена који је Израелу донео прву победу на овом такмичењу седам година раније са песмом A-Ba-Ni-Bi. Музику за песму компоновао је Коби Ошрат, док је текст на хебрејском језику написао Хамутал Бензејев. У промотивне сврхе снимљене су верзије на енглеском и француском језику.
Током финалне вечери Евросонга која је одржана 4. маја у Скандинавијум арени у Гетеборгу, израелска песма је изведена 11. по реду, а оркестром је током наступа уживо дириговао Коби Ошрат.  Након гласања чланова стручног жирија из свих земаља учесница, израелски представници су са укупно 93 бода заузели пето место.

## Поени у финалу
| 12 поена                                             | 10 поена | 8 поена         | 7 поена                         | 6 поена    |
| ---------------------------------------------------- | -------- | --------------- | ------------------------------- | ---------- |
| Француска                                            | Норвешка | Ирска · Шпанија | Немачка · Швајцарска · Аустрија | Луксембург |
| 5 поена                                              | 4 поена  | 3 поена         | 2 поена                         | 1 поен     |
| Кипар · Португалија · Италија · Уједињено Краљевство | Данска   | —               | Шведска · Грчка                 | —          |